# Thomas Hammarberg
Thomas Hammarberg, né le 2 janvier 1942 à Örnsköldsvik en Suède, est un diplomate suédois, ardent défenseur des droits de l'homme. Il a été le commissaire aux droits de l'homme du Conseil de l'Europe  entre avril 2006 et mars 2012.
Il succédait à ces fonctions au premier commissaire, Alvaro Gil-Robles. Début juin 2009, il a appelé les États-Unis et les États membres du Conseil de l'Europe à accueillir les détenus innocentés de Guantanamo, préconisant le jugement selon les normes du droit international humanitaire des autres détenus.

## Biographie
De 2001 à 2003, Thomas Hammarberg était ambassadeur et conseiller régional pour l'Europe, l'Asie centrale et le Caucase auprès du Haut-Commissariat des Nations unies aux droits de l'homme. 
Entre 1996 et 2000, il a exercé les fonctions de Représentant spécial de Kofi Annan (SRSG) pour les droits de l'homme au Cambodge.
De 2002 à 2005, il fut secrétaire général du Olof Palme International Center basé à Stockholm, auparavant ambassadeur de Suède pour les affaires humanitaires (1994-2002), secrétaire général de Save the Children (1986-1992). Il a également été secrétaire général d’Amnesty International de 1980 à 1986. 
Depuis vingt-cinq ans, Thomas Hammarberg fait paraître de nombreuses publications sur diverses questions relatives aux droits de l'homme et notamment sur les droits de l'enfant, la politique concernant les réfugiés, les questions touchant aux minorités, la xénophobie, l'islamophobie, les droits des Roms et des Sinté, les droits des personnes trans et des homosexuels, ainsi que les affaires internationales et la sécurité.